# Palazzo di Nerone
Der Palazzo di Nerone, eigentlich Palazzo Artiaco, ist ein Palast aus dem 17. Jahrhundert im Viertel San Lorenzo in Neapel in der italienischen Region Kampanien. Er liegt in der Strada dell’Anticaglia, 8.

## Geschichte
Der Palast, der den Markgrafen Artiaco gehörte, liegt knapp hinter dem zweiten Bogen, der das alte Römische Theater stützt.
Die Bezeichnung (dt.: Nero) ist der Tatsache geschuldet, dass sich im Garten des Palastes eine Mauer aus Opus reticulatum, eingebettet in eine Struktur aus dem 17. Jahrhundert, befindet.